# Sergei Sergejewitsch Bodrow
Sergei Sergejewitsch Bodrow (russisch Сергей Сергеевич Бодров; * 27. Dezember 1971 in Moskau; † 20. September 2002 in der Karmadon-Schlucht, Nordossetien, Russland) war ein russischer Filmschauspieler und Regisseur. Der Kunsthistoriker wurde mit zwei Filmen Ende der 1990er Jahre zum russischen Jugend-Idol und galt als das vielversprechendste Talent des neuen russischen Kinos.

## Leben
Sergei Sergejewitsch Bodrow wurde als Sohn des Filmregisseurs Sergei Wladimirowitsch Bodrow geboren. Von 1989 bis 1994 studierte er Architektur und Philologie an der Moskauer Lomonossow-Universität und war dort bis 1996 wissenschaftlicher Assistent. 1998 promovierte er über die Architektur in der venezianischen Malerei in der Renaissance.
Sein Schauspieldebüt gab Sergei Bodrow 1996 unter der Regie seines Vaters in dem Film Kawkasski plennik (dt. Gefangen im Kaukasus). Für die Rolle eines jungen Soldaten zwischen den Fronten gewann er den russischen Nika-Preis als bester Schauspieler.
Seinen nationalen Durchbruch erzielte er mit dem Film Brat (dt. Der Bruder, 1997). Darin spielt er Danila Bagrow, einen Jungen aus der Provinz, der sich in Sankt Petersburg für seinen Bruder mit der Mafia anlegt und sie mit den eigenen Waffen schlägt. Die Kritik verriss den Film wegen der bedenkenlosen Anwendung von Gewalt als antiintellektuell und unmoralisch. An den russischen Kinokassen brach er alle Rekorde. Bodrow wurde im gleichen Jahr als bester Schauspieler auf den Filmfestivals in Chicago und Sotschi ausgezeichnet. 2000 folgte Brat 2, in dem Bagrow nach Amerika fliegt und die Chicagoer Mafia austrickst.
Die „Bruder“-Filme trafen das Lebensgefühl der jungen Generation in Russland. Bodrow wurde zu einer Leitfigur in der orientierungslosen post-sowjetischen Gesellschaft. Er selbst bezeichnete seine Filme als Heldentaten, die du vollbringst. Mädchen bewunderten sein gutes Aussehen, Jungen seine patriotischen Sprüche in den Bruder-Filmen. Sätze wie Stärke liegt nicht im Geld, sondern in der Wahrheit, Russen lassen die Ihren im Kampf nicht liegen oder Wir müssen unsere Heimat lieben, allein schon weil sie unsere ist, wurden zu populären Redewendungen.
In dem französisch-russischen Film Est-Ouest – Eine Liebe in Russland (Est-Ouest, 1999) spielte er einen russischen Schwimmer, der in der Stalinära aus seiner Heimat flüchtet. Der Film erhielt eine Oscar-Nominierung als bester ausländischer Film. In Sjostry (dt. Ungleiche Schwestern, 2001) führte Bodrow erstmals Regie, wurde dafür mit dem ersten Preis der Filmfestspiele in Sotschi ausgezeichnet.
Für das Fernsehen moderierte er von 1997 bis 1999 Russlands populärste TV-Show Wsgljad (dt. Blick). 2002 produzierte er die mehrteilige Reality-Show Posledni geroi (dt. Der letzte Held), bei der es um das Überleben auf einer einsamen Insel ging. Sie erzielte die höchsten Einschaltquoten in der Geschichte des russischen TV.
Im September 2002 kam Bodrow bei den Dreharbeiten zu dem Film Swjasnoi (dt. Kontaktmann) bei einem Lawinenunglück im Kaukasus ums Leben. Er wurde zusammen mit seinem 24-köpfigen Produktionsteam in einem Gletschergebiet der nordossetischen Karmadon-Schlucht verschüttet. Es war nicht möglich, ihn zu bergen.
Die Internationalen Filmfestspiele Berlin ehrten Bodrow im Februar 2003 mit einer Gedenkveranstaltung im Haus der Kulturen der Welt. 2003 drehte der deutsche Regisseur Achim Forst einen Dokumentarfilm, Der tote Star und das junge russische Kino über das Leben Bodrows.
Bodrow war verheiratet und Vater einer Tochter und eines Sohnes.

## Filmografie
Wenn nicht anders angegeben als Darsteller:
- 1996: Gefangen im Kaukasus (Кавказский пленник)
- 1997: Der Bruder (Брат)
- 1998: The Stringer
- 1999: Est-Ouest – Eine Liebe in Russland (Est-Ouest)
- 2000: Bruder 2
- 2001: Ungleiche Schwestern (Сёстры) – auch als Regisseur
- 2001: The Quickie
- 2002: Chechenia Warrior 2 (Война)
- 2002: Bear’s Kiss – Der Kuss des Bären